# 精神世界
精神世界（せいしんせかい）は、ニューエイジと呼ばれる北米発の思潮に由来するもの、古今のオカルティズムや日本固有の霊学、「自己探求」や精神変容にかんする情報など、さまざまな思想が共存する雑多な文化領域である。「精神世界」という語は1970年代末頃から日本で使われるようになった。スピリチュアリティとも言葉として近縁関係にある。
北米のニューエイジ（およびその周辺領域）と日本の精神世界は、おおむね同等のカテゴリに属しているとみなすことができる。両者は同一ではないが、まったく無縁でもなく、多大な共通部分のある類似現象である。精神世界という用語は日本語圏以外では通用せず、欧米の研究者のあいだでは日本の精神世界はニューエイジとして総括される。

## 用語の歴史
精神世界を研究対象にしてきた宗教学者の島薗進の推察によると、「精神世界」という言葉が使われ始めたのは1977年のことである。この年に阿含宗の関連会社である平河出版社から季刊『ザ・メディテーション』が創刊され、同年末の号に特集企画「精神世界の本・ベスト100」が掲載された。
書店の売場では、1978年に新宿の紀伊国屋書店で「インドネパール精神世界の本」というブックフェアが組まれたのが最初であった。これに続いて他の書店でも「精神世界の本」のフェアが行われ、やがて常設の「精神世界」コーナーが置かれるようになった。
『精神世界総カタログ』2000年版では、10588冊もの書籍が掲載されている。

## 精神世界と「新霊性運動」
島薗は、ニューエイジ運動という言葉を学術用語として用いるのは不適切だとして、日本の「精神世界」や欧米の「ニューエイジ」を「通文化的」に総括する「新霊性運動」もしくは「新霊性文化」という用語を作った。この定義からすると、精神世界とニューエイジはともに新霊性運動の部分集合である。
精神世界とニューエイジはそれぞれ日本発、北米発の地域的文化であったが、これらはゆるやかに関連しあう同時多発的な現象であり、自生的かつ多元的に展開するグローバルな運動群として捉える必要があると島薗進は論じている。新霊性運動は、そのような世界的現象を包括的に比較・考察するための用語として提起されたものである。

## 精神世界とスピリチュアリティ
島薗によれば、精神性と訳しうるスピリチュアリティは言葉の意味の上でも精神世界と近縁関係にある。
スピリチュアリティ（英: spirituality）はもともとキリスト教において時代や場面によってさまざまな意味に使われてきた語であるが、神学用語としては「霊性」と訳され、殊に20世紀に入ってから注目されるようになった概念である。
その一方で、1970年頃から盛んになってきたニューエイジ運動では、伝統的なキリスト教の枠を超えた新しいスピリチュアリティが展開され、北米では特に1980年代から spirituality という言葉がよく聞かれるようになった。

### 日本におけるスピリチュアリティ
日本でも1990年代後半からスピリチュアリティというカタカナ語が使われるようになり、中でもホスピスや死生学の分野では形容詞の「スピリチュアル」や抽象名詞の「スピリチュアリティ」が用語として定着した。

#### スピリチュアルブーム
2000年代に入るとそれらとは別の流れでスピリチュアルという言葉が広まり、スピリチュアルブームが話題になった。浅野和三郎に始まる日本的心霊学の流れを汲む江原啓之は、スピリチュアル・カウンセリングと称するパフォーマンスを行い、タイトルにスピリチュアルの語を付した著書がベストセラーになったり、マスメディアに登場して有名になった。島薗は、スピリチュアルという語が現代日本で大衆的に普及した要因として江原の成功は無視できないと推察している。スピリチュアルと聞いて霊的存在や前世、オーラといった心霊主義的なものを連想する人が増え、2008年の読売新聞の宗教意識調査で取り上げられた「スピリチュアル」もこのような意味においてであった。江原のいうスピリチュアルはスピリチュアリズムに由来しており、死生学や医療・看護の文脈で言われるスピリチュアリティとは系譜を異にするが、両方面でのスピリチュアリティを混同したり、同じ潮流に属するものとして論じる向きもある。
他にスピリチュアルブームを代表するものに、2002年から毎年開催されている癒しをテーマにした精神世界の見本市「スピリチュアル・コンベンション」（略称すぴこん）が挙げられる（後に「スピリチュアルマーケット」）。こうした現代日本の通俗的なスピリチュアリティ文化では、「スピリチュアリティ」の語自体はあまり用いられず、本来は形容詞であるスピリチュアルを名詞として扱ったような語法が目立つ。